# 立花芳夫
立花芳夫（日语：／ Tachibana Yoshio，1890年2月24日—1947年9月24日）是第二次世界大战期间大日本帝国陆军中将。他于战争期间驻守在小笠原群岛的父岛，后因其在父岛事件中涉嫌酷刑对待并食用了美军战俘而遭到处决。

## 生平

### 早年生活与军旅生涯
立花芳夫出生于日本愛媛縣。他从私塾毕业后便入学就读于陆军士官学校，成为了该校第25届学生，并于1913年毕业。他早期的军官生涯相对而言还算平静。1916年9月至次年1月，他又进入了陆军富山学校进行体操学习。

### 父岛事件
到了1945年中期，由于盟军的海上封锁，驻扎在父岛的2.5万名日军陷入了补给不足的窘境。尽管每日配给的大米从每人每天400克减少到240克，但是部队并没有饿死的危险。1945年2月至3月间，立花芳夫和其他日军官兵开始食用美军俘虏，这便是日后震惊世界的父岛事件。有一次，美军在对父岛进行轰炸时轰炸机不幸被击落，机上共有九人跳伞逃生，其中八人在被日军俘虏后惨遭虐杀，更有5人惨遭食用，只有一人逃出生天，这位唯一的幸存者便是日后的美国总统乔治·赫伯特·沃克·布什。
日本投降后，立花芳夫被驻日盟军总司令押往关岛进行审判，罪名自然是他在父岛事件中的一系列野蛮行径。不过当时的国际法并未对“食人罪”进行定罪量刑。最终立花芳夫因杀害战俘罪还有“妨碍体面安葬罪”和其他四人一起被处以绞刑，并被埋葬于关岛的一处无名公墓内。

## 荣誉
- 1945年 –  勋二等瑞宝章[7]